# Peter Martini
Peter Martini (* 2. Juli 1965 in Bamberg) ist ein deutscher Jurist. Er ist seit dem 3. März 2016 Richter am Bundesverwaltungsgericht.

## Leben und Wirken
Martini war nach Abschluss seiner juristischen Ausbildung seit 1993 zunächst als wissenschaftlicher Mitarbeiter an der Universität Passau tätig. 1995 trat er in den Justizdienst des Freistaates Bayern ein und wurde dem Verwaltungsgericht Bayreuth zugewiesen. 1996 promovierte er an der Universität Passau. 1998 erfolgte seine Abordnung als wissenschaftlicher Mitarbeiter an das Bundesverwaltungsgericht. Von 2000 bis 2003 war Martini beim Landratsamt Rosenheim tätig. 2003 wurde er zum Richter am Verwaltungsgericht Bayreuth ernannt. Von 2008 bis 2011 war er als wissenschaftlicher Mitarbeiter an das Bundesverfassungsgericht abgeordnet. Anschließend war er als Richter am Bayerischen Verwaltungsgerichtshof in München tätig.
Das Präsidium des Bundesverwaltungsgerichts wies Martini zunächst dem 9. Revisionssenat zu, der u. a. für das Straßen- und Wegerecht, insbesondere die dem Bundesverwaltungsgericht zugewiesenen erstinstanzlichen Klagen gegen Planfeststellungsbeschlüsse für den Bau von Bundesfernstraßen, für das Kommunalabgabenrecht und das Flurbereinigungsrecht zuständig ist.